# Loro (racconto)
Loro (They) è un racconto di genere fantastico del 1941 dello scrittore statunitense Robert A. Heinlein.

## Storia editoriale
È stato scritto nel giugno 1940 e pubblicato per la prima volta nel numero di aprile 1941 della rivista pulp Unknown.
In seguito è stato inserito nelle raccolte di opere di Heinlein Il mestiere dell'avvoltoio (The Unpleasant Profession of Jonathan Hoag) del 1959 a sua volta incluso nell'antologia personale The Fantasies of Robert A. Heinlein del 1999; è apparso anche in diverse antologie multi-autore.
La prima traduzione italiana, di Mario N. Leone, è stata pubblicata dalla Editoriale Del Drago nel 1981 e poi di nuovo nel 1990; pure nel 1990 la Rizzoli ha pubblicato una traduzione di Gianni Montanari nell'antologia Alieni!, volume n. 777 della collana Biblioteca Universale Rizzoli.
Nel 2003 una traduzione di Vittorio Curtoni è stata pubblicata nel volume n. 1456 della collana Urania, inclusa nell'antologia Anonima Stregoni che è la traduzione italiana di parte della raccolta The Fantasies of Robert A. Heinlein del 1999.
Nel 2014 la traduzione di Curtoni è stata di nuovo pubblicata nell'antologia Il mestiere dell'avvoltoio (The Unpleasant Profession of Jonathan Hoag, 1959), volume nel n. 1603 della collana I capolavori di Urania.

## Trama
La storia riguarda un uomo rinchiuso in un istituto di igiene mentale perché è convinto di essere una delle poche entità "reali" dell'universo e che gli altri soggetti "reali" hanno creato il resto dell'universo in una cospirazione per ingannare lui.
Trascorre gran parte della storia impegnato in schermaglie verbali con lo psichiatra che si prende cura di lui e meditando sulla sua situazione, cercando di immaginare un modo per dimostrare che la sua convinzione è vera.
Nella pagina finale della storia, il lettore scopre che la sua convinzione è vera: un personaggio simile a un dio, il "Glaroon", è a capo del complotto.
Tuttavia, questa rivelazione non è condivisa dal protagonista.

## Collegamenti con altre opere dell'autore
C'è un piccolo raccordo con il successivo romanzo di Heinlein Il pianeta del miraggio, dove il "Glaroon" riappare come un dio minore.

## Temi
Il delirio descritto nel racconto è simile al principio filosofico noto come solipsismo, la differenza principale è che il protagonista riconosce di non essere l'unica entità esistente.
Heinlein ha esplorato idee incentrate sul solipsismo panteistico e sulla natura della realtà in altre sue opere, come il racconto Tutti voi zombie e il romanzo Lazarus Long, l'immortale.

### Edizioni
- Robert A. Heinlein, Loro, in Anonima Stregoni (antologia), collana Urania, traduzione di Vittorio Curtoni, n. 1456, Mondadori, gennaio 2003,  pp. 142-160, ISSN 1120-5288 (WC · ACNP).

### Fonti critiche
- (EN) James Daniel Gifford, The New Heinlein Opus List, in Robert A. Heinlein: A Reader's Companion (PDF), Nitrosyncretic Press, 2000, ISBN 978-0-9679874-1-5. URL consultato il 12 ottobre 2015.